# Горњи Стрижевац
Горњи Стрижевац је насеље у Србији у општини Бабушница у Пиротском округу. Према попису из 2022. било је 55 становника.
Овде се налази Црква Светог Николаја у Горњем Стрижевцу.

## Демографија
У насељу Горњи Стрижевац живи 149 пунолетних становника, а просечна старост становништва износи 61,7 година (58,6 код мушкараца и 65,0 код жена). У насељу има 84 домаћинства, а просечан број чланова по домаћинству је 1,83.
Ово село је насељено Србима (према попису из 2002. године), а у свим послератним пописима је изражен пад у броју становника. Депопулација је изражена, а становништво је старо.
|  |

| Демографија | Демографија | Демографија |
| Година      | Становника  | Становника  |
| ----------- | ----------- | ----------- |
| 1948.       | 960         |             |
| 1953.       | 960         |             |
| 1961.       | 787         |             |
| 1971.       | 601         |             |
| 1981.       | 399         |             |
| 1991.       | 228         | 228         |
| 2002.       | 154         | 154         |
| 2011.       | 100         |             |
| 2022.       | 55          |             |

| Година пописа     | 1948. | 1953. | 1961. | 1971. | 1981. | 1991. | 2002. |
| ----------------- | ----- | ----- | ----- | ----- | ----- | ----- | ----- |
| Број домаћинстава | 138   | 143   | 144   | 146   | 135   | 102   | 84    |

| Број чланова      | 1  | 2  | 3  | 4 | 5 | 6 | 7 | 8 | 9 | 10 и више | Просек |
| ----------------- | -- | -- | -- | - | - | - | - | - | - | --------- | ------ |
| Број домаћинстава | 38 | 31 | 11 | 1 | 1 | 2 | 0 | 0 | 0 | 0         | 1,83   |

| Пол    | Укупно | Неожењен/Неудата | Ожењен/Удата | Удовац/Удовица | Разведен/Разведена | Непознато |
| ------ | ------ | ---------------- | ------------ | -------------- | ------------------ | --------- |
| Мушки  | 75     | 12               | 47           | 13             | 3                  | 0         |
| Женски | 74     | 2                | 46           | 25             | 1                  | 0         |
| УКУПНО | 149    | 14               | 93           | 38             | 4                  | 0         |

| Пол    | Укупно                    | Пољопривреда, лов и шумарство | Рибарство                            | Вађење руде и камена | Прерађивачка индустрија       |
| ------ | ------------------------- | ----------------------------- | ------------------------------------ | -------------------- | ----------------------------- |
| Мушки  | 23                        | 15                            | 0                                    | 0                    | 2                             |
| Женски | 6                         | 4                             | 0                                    | 0                    | 1                             |
| УКУПНО | 29                        | 19                            | 0                                    | 0                    | 3                             |
| Пол    | Производња и снабдевање   | Грађевинарство                | Трговина                             | Хотели и ресторани   | Саобраћај, складиштење и везе |
| Мушки  | 0                         | 1                             | 1                                    | 0                    | 0                             |
| Женски | 0                         | 0                             | 1                                    | 0                    | 0                             |
| УКУПНО | 0                         | 1                             | 2                                    | 0                    | 0                             |
| Пол    | Финансијско посредовање   | Некретнине                    | Државна управа и одбрана             | Образовање           | Здравствени и социјални рад   |
| Мушки  | 0                         | 0                             | 0                                    | 2                    | 0                             |
| Женски | 0                         | 0                             | 0                                    | 0                    | 0                             |
| УКУПНО | 0                         | 0                             | 0                                    | 2                    | 0                             |
| Пол    | Остале услужне активности | Приватна домаћинства          | Екстериторијалне организације и тела | Непознато            | Непознато                     |
| Мушки  | 0                         | 0                             | 0                                    | 2                    | 2                             |
| Женски | 0                         | 0                             | 0                                    | 0                    | 0                             |
| УКУПНО | 0                         | 0                             | 0                                    | 2                    | 2                             |

| Етнички састав према попису из 2002.‍ | Етнички састав према попису из 2002.‍ | Етнички састав према попису из 2002.‍ | Етнички састав према попису из 2002.‍ | Етнички састав према попису из 2002.‍ |
| ------------------------------------ | ------------------------------------ | ------------------------------------ | ------------------------------------ | ------------------------------------ |
|                                      |                                      |                                      |                                      |                                      |
| Срби                                 | Срби                                 |                                      | 153                                  | 99,35%                               |

| Етнички састав према попису из 2022.‍ | Етнички састав према попису из 2022.‍ | Етнички састав према попису из 2022.‍ | Етнички састав према попису из 2022.‍ | Етнички састав према попису из 2022.‍ |
| ------------------------------------ | ------------------------------------ | ------------------------------------ | ------------------------------------ | ------------------------------------ |
|                                      |                                      |                                      |                                      |                                      |
| Срби                                 | Срби                                 |                                      | 45                                   | 81,8%                                |
| остали                               | остали                               |                                      | 2                                    | 3,6%                                 |
| неизјашњени                          | неизјашњени                          |                                      | 6                                    | 10,9%                                |

## Занимљивости
У селу су мештани живели по махалама а породице (фамилије) су биле познате по надимцима за поједине „фамилије“ које у ствари чине родослов. Надимци за фамилије су добијани по неком „истакнутом претку“, занимању, месту одакле су дошли или слично а за неке речи је тешко наћи извор. Неке од познатих „фамилија“ су: "Великовци","Данешинци", "Тошинци", "Чаушовци", "Џогановци", "Врапчањи", "Поповци", "Ћиринци", "Даживковци", "Даспасинци", "Чуљинци", "Манинци","Пиџоњинци", "Банчањи", "Чолеинци", "Бошковићи", "Карчини", "Главшинци", "Клувчаревци", "Запланци", "Маринковићи", "Јефтићи", "Ђорђевићи", "Пејчићи... И данас се поједине породице познају по својим "старим коренима“ или родослову.